# 張慕皚
張慕皚（1941年8月25日—2017年11月22日），香港著名基督教牧師之一，曾擔任九龍城浸信會的主任牧師及建道神學院院長。張慕皚祖籍貫廣東省普寧，有三姊一兄。由於年幼時正值日本侵略香港時期，他與人家移居汕頭市居住。後來重回香港生活。張慕皚自小己參與九龍城生命堂聚會，曾就讀循道學校和九龍華仁書院（1960年中五，於同年英文中學會考中考獲歷史和聖經科「優」等，英文科「良」等成績，1962年中七）。

## 著作
張牧師著作包括 ：
- 《近代靈恩運動--一些值得關注的問題》
- 《華人教會面對的兩個問題》
- 《傳道書》
- 《成聖工夫與社會參與》
- 《近代福音信仰運動》
- 《舊約輔讀‧永恆之約 (卷下)》（合著）
- 《時代的呼聲》
- 《聖經時代的見證》 （合著）
- 《壁壘分明：基督徒的信仰立場》 （合著）
- 《紛擾世情中的信仰立埸》 （合著）

## 參看
- 九龍城浸信會
- 浸信會

## 外部連結
- 九龍城浸信會（官方網站 ） （页面存档备份，存于）